# Лосик Павло Степанович
Павло Степанович Лосик (нар. 15 червня 1956, с. Ромашівка, Тернопільська область) — український громадсько-політичний діяч, правник, генерал-майор внутрішньої служби. Голова Копичинецької міської громади (2018—2020)

## Життєпис
Павло Лосик народився 15 червня 1956 року в селі Ромашівка, нині Білобожницької громади Чортківського району Тернопільської области України.
Закінчив Білобожницьку середню школу (1973), Львівську школу міліції (1980), Київську вищу школу міліції (1984).
У 1974—1976 роках служив у Збройних силах СРСР.
Працював вихователем Копичинецької виховної колонії УВС Тернопільської області (1980—1981), в Козачинському управлінні лісових виховно-трудових установ в Іркутській області (1984—1987), дільничним інспектором у м. Тернопіль (1987—1989), заступником начальника установки ВК-112 УВС Тернопільської области (1989—1996), заступником начальника, начальник Теребовлянського районного відділу міліції (1998—2001), начальником Чортківського міжреґіонального відділу ОБОЗ (2000—2001), начальником управління Державного департаменту в Тернопільській области (2001—2014), головою Копичинецької міської ради (2015—2018).
Від 23 квітня 2014 року — пенсіонер Державної пенітенціарної служби України.
У 2022 році виконувач обов'язків начальника Чортківського відділення Фонду соціального страхування України.

## Військові звання
- генерал-майор (21 серпня 2007)[3];
- полковник (до 21 серпня 2007)[3].